# Konstantin X.

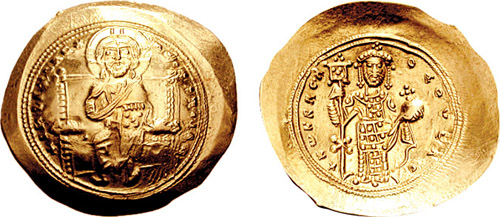
Konstantin X, Histamenon

Konstantin X. Dukas (Κωνσταντῖνος Ι’  Δούκας; * 1006; † 22. oder 23. Mai 1067) aus der Familie Dukas war Kaiser des Byzantinischen Reichs von 1059 bis 1067. Er bestieg den Thron, bereits alt und krank, auf Anraten von Michael Psellos und mit Unterstützung des Adels, als Isaak I. abdankte. Unter Isaak war er zum Proedros (Vorsitzenden) des Senats ernannt worden. Seine Söhne Michael und Konstantios (nicht aber Andronikos) erhob er zu Mitkaisern, seinen Bruder Johannes Dukas zum Kaisar.
Konstantin war in erster Ehe mit einer Tochter des Konstantin Dalassenos, ab etwa 1050 dann mit Eudokia Makrembolitissa verheiratet, der Nichte von Michael Kerularios. Eudokia dominierte die Herrschaft ihres Ehemanns ebenso wie Michael Psellos. Er war bei den Anhängern Isaaks unbeliebt, die 1060 versuchten, ihn zu ermorden. Auch beim einfachen Volk wurde er unpopulär, als er die Steuern erhöhte, um die Armee zu finanzieren; diese Unzufriedenheit mündete 1065/66 in eine gefährliche Rebellion der thessalischen Wlachen, die den Protospatharios Nikulitzas Delphinas zu ihrem Anführer machten.
Die vorangegangene Vernachlässigung des Heeres unter seiner Regierung hatte für das Reich erhebliche Konsequenzen. Konstantin verlor den größten Teil des byzantinischen Italien – mit Ausnahme der Gegend um Bari – an die Normannen und litt auch unter den Invasionen Alp Arslans in Kleinasien 1064 bis 1067, bei denen Armenien und Kilikien verloren gingen, sowie der Verwüstung des Balkans durch die Petschenegen und Uzen im Herbst 1064.
Nach seinem Tod folgte ihm der aufständische Romanos IV., danach sein ältester Sohn Michael VII.